# Islândia nos Jogos Olímpicos de Inverno de 1984

A Islândia competiu nos Jogos Olímpicos de Inverno de 1984 em Sarajevo, Iugoslávia.